# Atomsko sklonište
Atomsko sklonište je hrvatski hard rock sastav iz Pule.

## Povijest sastava

### Preteče
Sadašnji frontmen pulske grupe Atomsko sklonište, Bruno Langer rođen je u Rijeci, dio djetinjstva proveo je u Zagrebu, a zatim se trajno vezao za Istru i Pulu. Kao četrnaestogodišnjak na poklon od prijatelja dobiva svoju prvu gitaru i to sa samo dvije žice. Njegova prva bas-gitara bila je iz kućne radinosti Dinka Bijažića, pulskog glazbenika koji mu je otkrio svijet električnih instrumenata i bio njegov učitelj gitare. Bijažić i njegov sastav Beat Stones predstavljali su začetnike pulskog rocka, a ostali su upamćeni i po nastupima po Italiji, što je tada predstavljalo velik uspjeh. Bijažić je 1964. godine bio u potrazi za basistom, pa mu je Branko Umković (bubnjar i pulski ”kralj pjevanja”) doveo Langera. Iz te će se suradnje izroditi službeni Langerov sastav Fantomi, iako je Langer još prije svirao u sastavu Apaši.

No Fantomi ne traju dugo, pa Bruno postaje basist Logaritma. Nakon što Logaritmi prestaju s radom, 1968. godine nastaje Hush, preteča Atomskog skloništa. Bruno Langer je svirao bas, Dragan Gužvan gitaru, Saša Dadić bubnjeve, a Branko Umković je pjevao. Kasnije, 1972. godine u Hush dolazi Sergio Blažić, koji je prvo svirao bubnjeve, a kasnije paralelno pjevao s Brankom. Iste godine Umković se seli u Split i Blažić postaje vokalni solist. Međutim kao i ostali reproduktivni sastavi, ni Hush nije zabilježio značajan uspjeh iako su predstavljali veliku atrakciju u Puli. Langer se 1974. godine priključuje koparskoj grupi Bumerang koja djeluje od 1970. godine i koja je do tad objavila jedan autorski singl. Na Langerov nagovor Đoser se pridružuje Bumerangu.

### Osnutak
U jesen 1976. Bumerang prestaje s radom između ostalog i zbog toga što su glazbenici bili iz različitih gradova. Blažić i Langer se vraćaju u Pulu i 1976. započinju suradnju s pulskim pjesnikom Boškom Obradovićem, koji se osim pisanja pjesama, bavio režijom i organiziranjem različitih umjetničkih manifestacija. Godine 1968. režirao je predstavu ”Atomsko sklonište” koja je premijerno izvedena u Istarskom narodnom kazalištu, a temeljila se na izboru iz svjetske antiratne poezije, za tu priliku pojačane nekim njegovim pjesmama. Obradović pristaje na suradnju i 26. veljače 1976. daje im svoje tekstove te se taj datum uzima kao službeni osnutak Atomskog skloništa.
Iako ni po žestini glazbe nije bilo mnogo sastava u SFRJ koji bi se s njima mogli usporediti, potpuno nov pristup donijeli su svojim multimedijalnim projektom: tekstovima, scenskom pojavom te umjetničkim fotografijama kojima su se predstavljali javnosti. Na koncertima su nastupali okruženi bodiljikavom žicom, u poderanoj odjeći, praćeni pirotehnikom, a ponekad su znali scenografiju obogatiti sa stotinama otvorenih kišobrana kao simbolima zaštite. Sergio Blažić je zbog svoje statičnosti na sceni, predstavljao otuđenog čovjeka, van vremena i prostora. S koferom pored sebe izgledao je kao neki prognanik s planeta. Tijekom koncerta nije bilo najava pjesama ni zahvaljivanja publici. U početnoj fazi djelovanja grupe bit će uključeno oko 20 stalnih suradnika iz različitih segmenata djelovanja: slikarstvo, fotografija, dizajn, književnost i film. Za naziv grupe članovi su imali nekoliko prijedloga, ali ih je Obradović ipak uvjerio da je Atomsko sklonište najprihvatljivije ime.

## Glazbena karijera
Pored Obradovića, koji se može smatrati osnivačem i idejnim vođom grupe, prvu postavu Skloništa činili su: Sergio Blažić (vokalni solist), Saša Dadić (bubnjevi), Dragan Gužvan (gitara) i Bruno Langer (bas). Iz čisto marketinških razloga proglašavaju se punk grupom iako nisu ni znali što je to punk. Uspjeli su zainteresirati javnost. Godine 1977. često nastupaju u Puli, ali ih Puljani ne primaju dobro. Krajem sezone na klavijaturama im se pridružuje Eduard Kancelar, a jedan od najznačajnijih nastupa na kojem su se predstavili široj rock publici, bio je na Boom festivalu u Novom Sadu, krajem 1977. Izvještaj s Boom festivala ’77 objavljen je u časopisu Džuboks, u kojem su primili pozitivne kritike.

### Ne cvikaj generacijo i Infarkt
Nešto kasnije s većim uspjehom nastupaju u omladinskom domu Uljanik i odlučuju da umjesto značajnije organizacije koncerata, svoje snage usmjere na snimanje prve ploče. Nakon što su ih odbili u dvjema najvećim diskografskim kućama, zagrebačkom Jugotonu (čija će ih komisija odbacivati čak 6 puta) i beogradskom PGP RTB-u, Sklonište doživljava još jedno u nizu razočaranja. Kao spas pojavljuje se RTV Ljubljana s kojom potpisuju ekskluzivni ugovor. Album prvijenac (na kome su se predstavili pojačani Rudolfom Grumom koji je pjevao prateće vokale) snimaju krajem 1977. godine, a u prodaji se pojavljuje u ožujku 1978.
Bili su jedna od rijetkih grupa koja nije u svoje stvaralaštvo uplitala narodni melos. Dominirali su hard rock rifovi, s upečatljivim klavijaturama, zadivljujućim vokalom i čvrstom produkcijom. Album je zaprepastio kritičare svojim neobičnim konceptom i drugačijim pogledom na svijet. Tekstovi su bili nešto što tada nije postojalo na ovim prostorima. Tekstopisac Boško Obradović je na prvom albumu ponudio mnoštvo potresnih i kataklizmičkih stihova. Za razliku od drugih grupa koje su uglavnom imale ljubavne tekstove, Obradović je u svojim tekstovima obrađivao socijalne, političke i antiratne teme. Dominiraju proročanski tekstovi kojima su glavne teme ratovanja, nekontrolirani razvoj civilizacije, loše stanje u društvu i sl. Zatečeni kritičari rock glazbe oštro su napali Atomce. Tekstove su nazivali ”banalnim”, ”plitkim”, “besmislenim” i “smiješnim”. Ideje Skloništa činile su im se nejasnim i nedorečenim. Očigledno, u to vrijeme riječi rat, rušenje, droga, panika, psihoza, racija, ... su se činile previše dalekim i neshvatljivim za rock’n’roll umjetnost na našim prostorima. Petnaestak godina kasnije na Balkanu će sve biti drugačije, i ono o čemu je Boško Obradović pjevao, postat će surova stvarnost. Time su kritičari započeli pravi ”rat” protiv Atomskog skloništa koji će s promjenljivom žestinom trajati narednih desetak godina. Atomci su na to odgovarali žestoko, i koristili su svaku priliku da pređu u napad razračunavajući se s kritičarima u čemu su glavni bili Boško Obradović i Bruno Langer.
Hitovi s prvog albuma su danas svima poznate stvari: ”Kinematograf našeg djetinjstva”, ”Tko će tad na zgarištu reći”, potresna priča ”Saznao sam dijagnozu” te ”Pomorac sam majko”, glazbeno i zasigurno najimpresivnija sa snažnim gitarskim rifovima i izuzetnim solom na klavijaturama. Tekstopisac je Obradović dok su glazbu skladali, Gužvan te Blažić i Langer u duetu.
Nakon albuma prvijenca Ne cvikaj generacijo 1978., Atomci nastavljaju svirati. Nastupaju u Subotici 11. svibnja 1978. u sklopu rock programa Omladinskog festivala. Nastupili su besplatno što je bilo neobično za tadašnja, ali i današnja vremena, kada svi razmišljaju samo o zaradi. Na tom su nastupu odsvirali sve s prvog albuma i to bez pauze pa ih je publika nagradila pljeskom tek na kraju koncerta. U tri tjedna prodano je 16 000 tisuća primjeraka debi albuma, međutim Atomsko sklonište rijetko nastupa i ne organizira ni samostalne koncerte niti žele nastupati u malim prostorima. Uzrok tome bila je Sergiova bolest, iako su često objašnjavali kako je uzrok takvom postupku to što ne žele održavati stereotipne turneje. Publika je zavoljela Atomce što su ovi i zaslužili izuzetnom hard rock glazbom i svojom iskrenom odanošću publici.
Iste godine izlazi još jedan album Infarkt koji se smatra najboljim albumom Atomskog skloništa. Zvuk je još čvršći i snažniji, a ritam brži nego na debi albumu. Upečatljive solo dionice i jaka ritam sekcija su neki od detalja koji čine ovaj album velikim. Tekstovi su za nijansu manje potresni i bolni, ali i dalje jednako oštri. Značajan doprinos cjelokupnom dojmu dala je i vrhunska produkcija, a rezultat svega ovoga je savršenstvo. Krajem 1979. godine, s malo više sredstava i s većom medijskom podrškom, Atomci kreću sa snimanjem svog trećeg albuma. Bit će to prvi album sniman na ”ekskluzivnoj” lokaciji, iako sam naziv ”pokretni studio” ne djeluje previše luksuzno. ”Mobile One” je najveći pokretni (48-kanalni) studio na svijetu u kojem su svoje materijale snimale neke poznate svjetske grupe. To je prvi album u nizu koji će producirati Englez John Etchells. On je neko vrijeme bio producent grupe Queen. Od ovog albuma Atomci djeluju kao kvartet, bez klavijaturista jer je Paul Bilandžić u međuvremenu napustio grupu i osnovao svoj sastav Lilihip.

### 1980-e
U vremenu horoskopa osjeća se okret ka jednostavnijoj glazbi, s ne tako kompleksnim pjesmama kao na prva dva albuma. Kao najveći hitovi izdvojit će se tri pjesme, a to je naslovna pjesma nad čijim tekstom bismo se trebali svakodnevno zamisliti te Čedna gradska lica i Gazi opet čizma. Prva je pjesma žestokog ritma u kojoj do izražaja dolaze velike Sergine glasovne sposobnosti, dok je Gazi opet čizma pjesma kojom album završava, a bavi se opasnostima od terorizma i neonacizma, mnogo godina prije nego što će svijet spominjati te riječi, a ne znajući točno što one zapravo znače. 
Nakon tri izdana albuma, Atomci su se odlučili na snimanje albuma uživo. Album je izdan u jesen 1980. godine. Iako je prvotna ideja bila da se album snimi u pulskoj areni, odustalo se od toga te je album ipak snimljen u bivšem Domu JNA, a danas poznatom kao Dom hrvatskih branitelja. Svirali su dvije noći jer su se bojali da ne pogriješe, no sve je bilo savršeno odrađeno još prve večeri. Album su prikladno nazvali Atomska trilogija, a materijal su skupili s oba koncerta. Unutarnji omot obiluje crno-bijelim fotografijama.
Sljedećih mjeseci nastavljaju koncerte, a najviše sviraju u Beogradu gdje su prodali i najviše ploča. Na prijelazu 1980. u 1981. svirali su dva koncerta s Ribljom čorbom u sali Pionir pod nazivom Atomska Čorba. Godine 1981. dolazi do promjene u sastavu grupe. Bubnjar Saša Dadić odlučuje napustiti grupu, a na njegovo mjesto dolazi Zdravko Širola (pored bubnjeva svira i klavijature), sklapajući tako, najpoznatiju postavu grupe: Langer, Blažić, Gužvan i Širola. Najveći nastup Atomci ostvaruju na beogradskom hipodromu 1981. godine kada pred 50-60.000 posjetioca nastupaju kao nosioci programa prvog dana dvodnevnog festivala Hipodrom ’81 koji se trebao zvati Atomski Hepening ali je ipak kasnije došlo do promjene naziva. Drugog dana su nastupili Bijelo dugme i Iron Maiden.
1981. godina donosi mnoge novine u radu Atomaca: bubnjar Saša Dadić napušta grupu, a na njegovo mjesto dolazi Zdravko Širola; Bruno Langer preuzima kompletno pisanje glazbe i prestaje suradnja s Obradovićem stoga je Extrauterina posljednji album na kojem Atomsko predstavlja njegove tekstove. Glazbeni kritičari smatraju da je Atomsko imalo najkvalitetnije tekstove dok ih je pisao Obradović. Na ovom je albumu zanimljivo uvođenje harmonike u pjesmi Smanji Gas kojom započinje ovaj album snimljen u Super Bear studiju u Nici. Kvaliteta pjesama je ujednačena, zvuk je čvrst i svjež. No, ovaj je album podijelio fanove Atomaca: nekima su se promjene u produkciji i zvuku svidjele te ga smatraju jednim od najkvalitetnijih, dok neki smatraju da je ova ploča donijela primjetan pad u odnosu na prva tri albuma. Iste godine, zbog upornog Obradovićevog insistiranja, Atomsko sklonište u Beogradu snima film u režiji Miroslava Jokića. Film započinje scenama koje prikazuju okruženje kao poslije atomske katastrofe: pustoš, ruševine i olupine. Film ipak završava vedrijim snimkama. Neke su scene snimljene u Puli, no većina je snimana na različitim lokacijama u Beogradu kao npr. na deponiju smeća i autootpadu u svrhu dočaravanja uništenja i razrušenosti, a zatim su snimljena zelena polja i prometni autoput kao simbol obnavljanja prirode i ljudske civilizacije. Kompletna ekipa filma je uložila mnogo truda, ali najveći napor učinili su sami članovi Atomskog skloništa: Bruno, Boško, Dragan, Sergio i Zdravko snimajući scene u gomili smeća i otpada.
Godine 1982., u samo dva dana, snimljen je u vrhunskoj produkciji Johna Etchellsa novi album Mentalna higijena u londonskom JAM studiju. Tekstove i glazbu u cijelosti je napisao Bruno Langer pa time u potpunosti preuzima sve ključne funkcije. Ta će ploča postati njihov najprodavaniji i najpopularniji album te će njome osvojiti sam vrh jugoslavenske rock scene: osvojit će naslov najbolje grupe godine. Mentalna Higijena je istovremeno i komercijalna i kvalitetna. Izdala ju je diskografska kuća RTV Ljubljana. Vrhunska glazba i novi, svježi i primjetno drugačiji tekstovi doveli su grupu na vrhunac popularnosti. Na Mentalnoj Higijeni nalazi se najveći hit, a to je Treba Imat Dušu koja je tri mjeseca bila neosporivi br. 1 na jugoslavenskim top ljestvicama. Jedan dio tiraže ploče Mentalne Higijene snimljen je s pogreškom, tako da Treba Imat Dušu preskače na samom početku. Ploča se, za manje od mjesec dana, prodala u preko 150.000 primjeraka i na kraju dostigla platinastu tiražu. Atomci odlaze na turneju po bivšoj SFRJ. Po turneji u BiH, Atomsko sklonište je sviralo po dva koncerta u jednoj večeri, a Sergio Blažić, koji je trebao najteže podnijeti tih 4 sata nastupa zbog svoje bolesti, prvi bi koncert koristio ”za zagrijavanje”, a tek na drugom bi pružao najviše i doživljavao najveće zadovoljstvo.
Uspjeh ”Mentalne Higijene” ih je ohrabrio te su krenuli u inozemstvo. Na Floridi su snimili album Space Generation kojeg su objavili 1983.
Svi veliki nastupi Atomskog skloništa, prema riječima Brune Langera, vezani su za Beograd, a prilikom nastupa u Prištini nazvali su ih beogradskim sastavom. Šesti studijski album Zabranjeno snivanje, snimljen je i objavljen 1984. godine. S tog albuma mogu se izdvojiti: Nježan i Mlad, Jutro, Tražila Je Lice Ljubavi i Tvoj Princ. Ostale pjesme, baš kao i cijeli album nisu bile popularne. Nakon toga Atomci se odlučuju na još jedan live album koji je izašao u proljeće 1985. godine, simbolično nazvan Jednom u životu. Za taj su album koristili snimke sad već tradicionalnog rujanskog koncerta na Tašmajdanu (Beograd). Na tom se albumu po posljednji put pojavljuje Sergio Blažić. On nije htio pokleknuti pred opakom bolešću koja ga je pratila kroz cijelu glazbenu karijeru. Bolovao je od raka limfnih žlijezda pa je godinama nastupao sjedeći na stolici.
Atomsko sklonište posljednji put nastupa sa Sergiom 21. srpnja 1986. godine, na oproštajnom koncertu u pulskoj diskoteci ”Piramida”. Tada su nastupili u standardnoj postavi: Blažić, Gužvan, Langer, Širola, pojačani Eduardom Kancelarom za klavijaturama. U ljeto 1986. godine Langer i Gužvan odlaze na Floridu kako bi pripremili novi album na engleskom jeziku, no stiže im loša vijest: Sergio Blažić – Đoser umire u pulskoj bolnici 18. siječnja 1987. Gužvan i Langer nastavljaju rad na albumu This Spaceship na kojem se nalazi 8 starih pjesama s novim aranžmanima. Jedino su dvije pjesme nove, iako su i za njih iskorištene neke teme i gitarski rifovi iz starijih pjesama. Taj album nije imao uspjeha ni kod nas ni u inozemstvu. Njime, možemo reći, završava legendarni desetogodišnji period grupe.

### 1990-e
Krajem 1990. godine, Bruno s novom postavom objavljuje studijski album Criminal tango. Promocija albuma bila je na Avala festu. U novoj postavi su bubnjar Nikola Duraković i gitarist Ranko Svorcan kao plaćeni glazbenik od 1988. – 2018. Langer je već ranije preuzeo ulogu vokala. U snimanju albuma Criminal Tango sudjelovao je član grupe iz ranih dana, Paul Bilandžić. Tijekom 1990. i 1991. Atomsko sklonište i plaćenik Ranko Svorcan održavaju mnogobrojne koncerte na prostorima SFRJ nastavljajući tradiciju da sviraju svuda gdje se okupljaju rockeri. Tako nastupaju na Zaječarskoj Gitarijadi u vrijeme kada započinje Domovinski rat. U to vrijeme Langer najavljuje novi album koji se trebao zvati Snajper, međutim album nije nikada snimljen.
Atomci 1992. godine za floridsku izdavačku kuću East Europe Records spremaju album East Europe Man koji sadrži većinu pjesama s albuma This Spaceship i dvije pjesme na hrvatskom jeziku s Criminal Tanga. Album započinje pjesmom Chinese Bike kojom su Atomci ušli na američku listu Top 100 i time postigli ono što nikome prije s ovih prostora nije pošlo za rukom. Atomci su bili kandidati za nastup na koncertu Woodstock 1994. povodom obilježavanja dvadeset i pete godišnjice održavanja najvećeg rock festivala svih vremena. Iako već najavljeni, otpali su s popisa, čime je koncert ostao bez jedine suvremene grupe antiratne orijentacije koja svojim tekstovima neposredno propagira mir.
Album Terra Mistica izlazi 1995. godine. To je prvi i za sada jedini album kojeg je izdala Croatia Records (ex Jugoton). Na njemu se nalazi devet pjesama u standardnom rock stilu. Godine 1999. Bruno najavljuje novi album Portobello Street prema po londonskoj ulici u kojoj se prodaju stvari iz 60-ih godina, međutim ni taj album nikad nije snimljen.

## Diskografija

### Studijski albumi
- 1978. – Ne cvikaj generacijo
- 1978. – Infarkt
- 1980. – U vremenu horoskopa
- 1981. – Extrauterina
- 1982. – Mentalna higijena
- 1984. – Zabranjeno snivanje
- 1990. – Criminal tango
- 1995. – Terra Mistica

### Live albumi - uživo
- 1980. – Atomska trilogija
- 1985. – Jednom u životu
- 2019. – Oni što dolaze za nama
- 2023. – Uživo – Novi Sad 2022.
- 2024. – Serđo još živi

### Atomic Shelter
- 1983. – Space Generation
- 1987. – This Spaceship
- 1992. –  East Europe Man

### Kompilacije
- 1976. – 1986. (RTV Slovenija), (1995.)
- '76 – '86 Kolekcija hitova Vol.2 , (1997.)

### Singlice
- 1979. – Pomorac sam majko / Pakleni vozači
- 1980. – Bez kaputa / Tko će tad na zgarištu reći
- 1980. – Generacija sretnika / Gazi opet čizma

## Galerija
- Ne cvikaj generacijo
- Infarkt
- U vremenu horoskopa
- Extrauterina
- Mentalna higijena
- Zabranjeno snivanje
- Criminal tango
- Terra mistica
- Space Generation
- This spaceship
- East europe man
- Atomska trilogija
- Jednom u životu
- 1976. – 1986.
- '76 – '86 Kolekcija hitova Vol.2